# Alfa 1 bloqueador

Doxazosina.

El bloqueador alfa 1 es un tipo de medicamento que actúa bloqueando los receptores adrenérgicos alfa 1 en las arterias y el músculo liso.

## Farmacología
Reduce la resistencia arteriolar e incrementa la capacitancia venosa, con lo que causa taquicardia refleja. Según las concentraciones plasmáticas, puede provocar hipotensión ortostática. Los bloqueadores alfa 1 pueden disminuir los niveles de LDL, triglicéridos e incrementar la HDL.

## Indicaciones
Estos fármacos pueden ser usados para el tratamiento de:
- hiperplasia benigna de próstata (HBP)[1]
  - Síntomas del tracto urinario inferior
  - Posterior a los procedimientos a nivel uretral como la termoterapia con microondas trasuretral y la ablación trasuretral de la próstata con aguja.
- Feocromocitoma
- hipertensión arterial. No son el tratamiento de elección en paciente que no tengan también HBP.
- síntomas del síndrome de dolor pélvico crónico no inflamatorio, un tipo de prostatitis.

## Ejemplos de bloqueadores alfa
| Bloqueador  | Uso                                                  | Nombre comercial común[¿dónde?] |
| ----------- | ---------------------------------------------------- | ------------------------------- |
| Doxazosina  | Hipertensión e hiperplasia benigna de próstata (HBP) | (Cardura)                       |
| Silodosina  | Hiperplasia benigna de próstata                      | (Rapaflo)                       |
| Prazosina   | Hipertensión                                         | (Minipress)                     |
| Tamsulosina | Hiperplasia benigna de próstata                      | (Flomax)                        |
| Alfuzosina  | Hiperplasia benigna de próstata                      | (Uroxatral)                     |
| Terazosina  | Hypertension and BPH                                 | (Hytrin)                        |

Bloqueadores alfa adrenérgicos no selectivos:
- fenoxibenzamina
- fentolamina (Regitine)

Otros bloqueadores alfa:
- trimazosina

La silodosina muestra alta afinidad y selectividad para los receptores adrenérgicos α1A encontrados en la próstata por lo cual actúa con rapidez y eficacia para aliviar los síntomas de la HBP. La baja afinidad de la silodosina por los receptores α1B en los vasos sanguíneos se piensa que está reflejada en la baja incidencia de hipotensión ortostática y baja incidencia de efectos adversos por vasodilatación.
La tamsulosina es relativamente selectiva para los receptores adrenérgicos α1a, los cuales están presentes principalmente en la próstata. Por este motivo, esta puede tener una acción selectiva en la HBP con efecto mínimo en la presión arterial.

## Efectos adverso e interacciones
Estos medicamentos causan hipotensión mediante la reducción de la actividad adrenérgica α1 en los vasos sanguíneos, estas drogas pueden causar hipotensión e interrumpir la respuesta refleja. Por ellos estos pueden causar mareo, sensibilidad a la luz, hipotensión ortostática (disminución de la presión arterial al levantarse y los síntomas asociados). Por tal causa, generalmente se recomienda que los alfa bloqueadores sean tomados al momento de acostarse.
Debido a que estos medicamentos pueden causar hipotensión ortostática, también como hipotensión en general, estos agentes pueden causar interacciones medicamentosas con otros fármacos que incrementan el riesgo de hipotensión, como otros antihipertensivos y vasodilatadores.
Se ha descrito la aparición de Síndrome de iris flácido (IFIS) en pacientes que van a ser intervenidos de catarata, al producir una escasa midriasis farmacológica, con un mayor riesgo de complicaciones intraoperatorias y glaucoma secundario.